# Nagyárpád

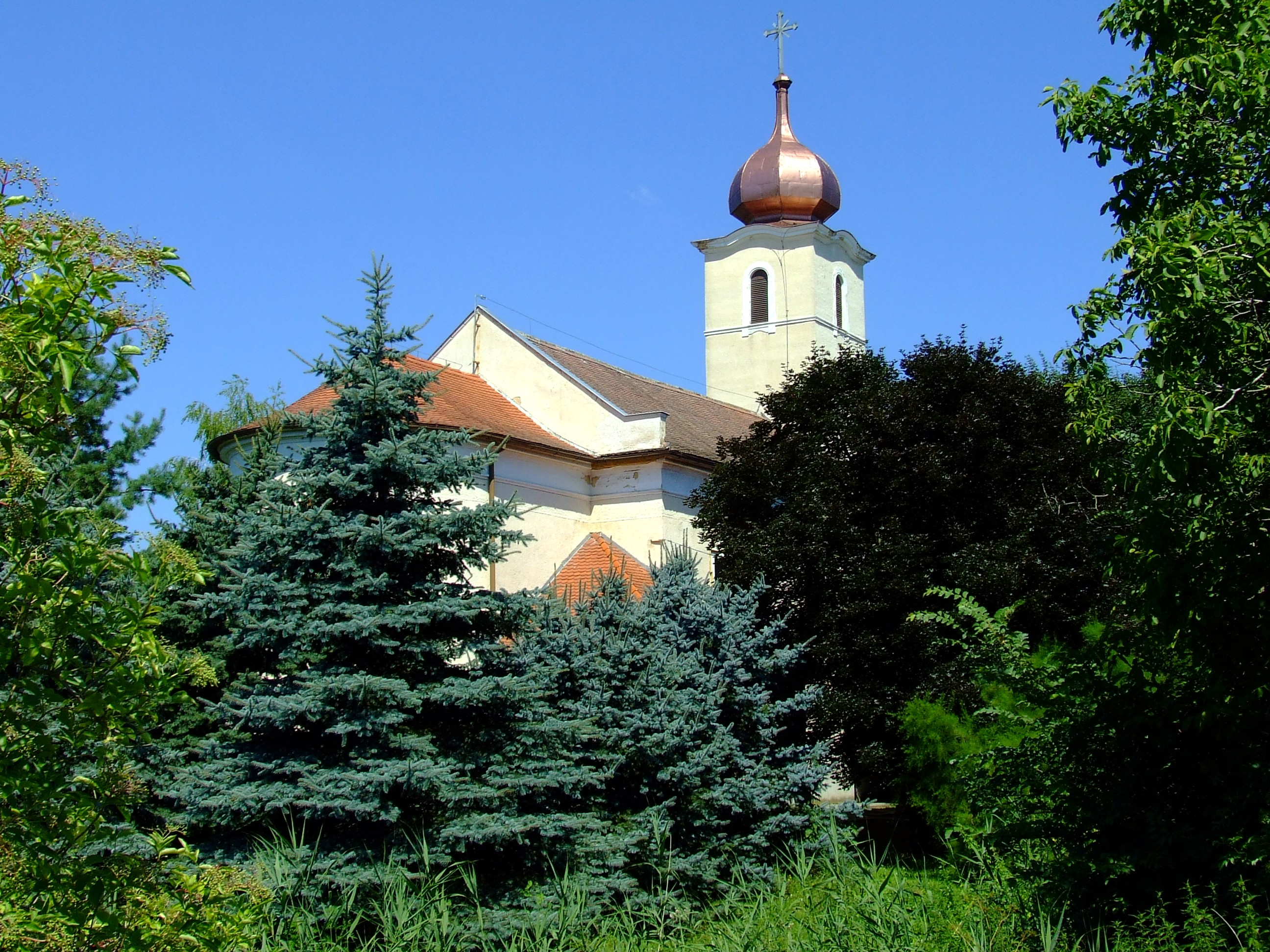
A nagyárpádi Szent Mihály templom

Nagyárpád Pécs egyik déli városrésze, mely 1955-ig önálló község volt. Postavölgytől északkeletre, az 57-es főúttól délre fekszik. Tengerszint feletti magassága 130-140 méter.

## Története

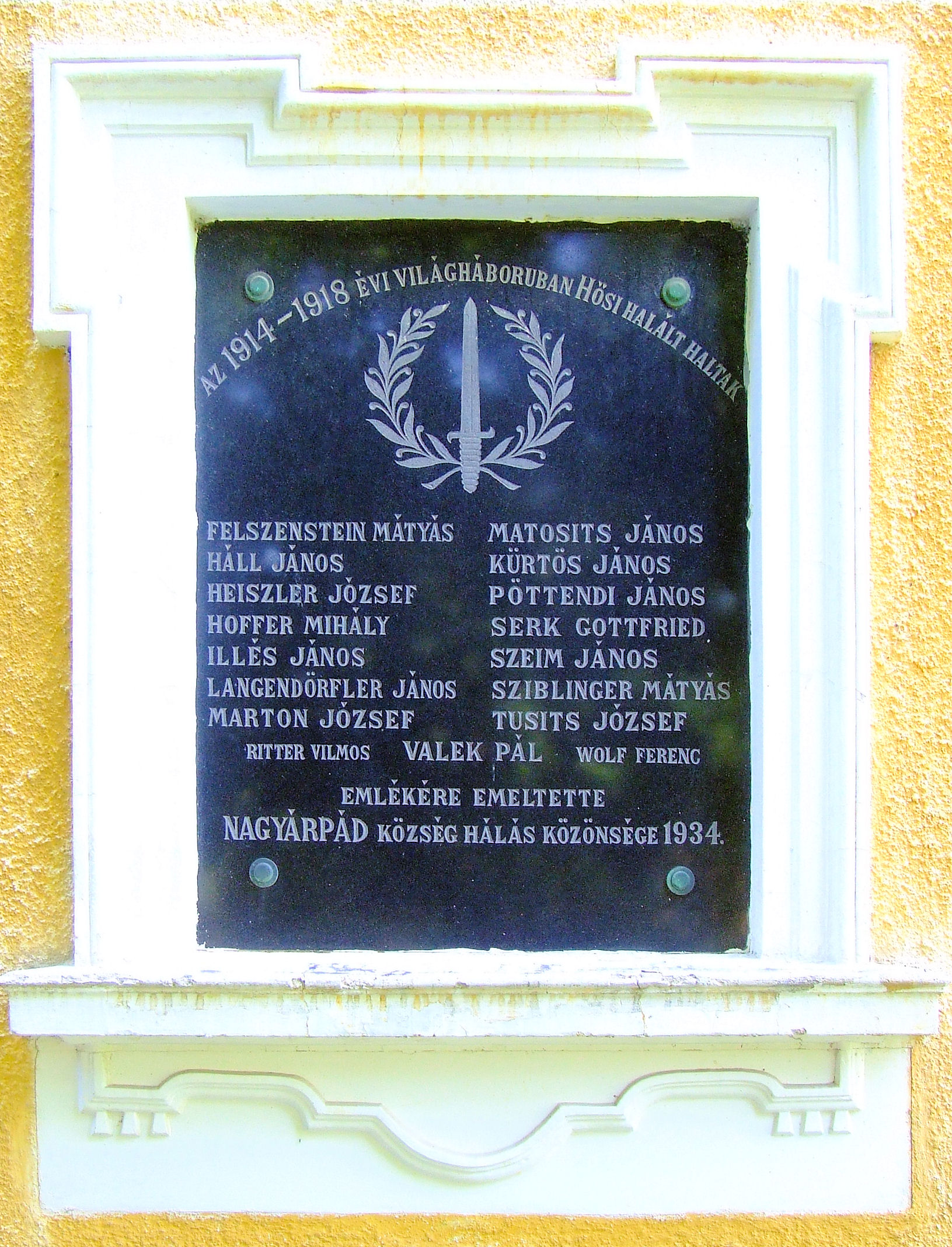
Az első világháborúban hősi halált halt nagyárpádiak emléktáblája a helyi Szent Mihály-templom falán.

A település története a faluval szemközti háromszög alakú dombon kezdődött. Első lakói, az ún. Somogyvár–Vinkovci-kultúra emberei a korai bronzkorban jelentek meg i. e. 1900 körül. Dióstetői erődített telepük a kor egyik dél-dunántúli központja volt (a helyiek ma is Diós tetőnek nevezik). A korai bronzkorból származó központi település teljes feltárása 1963 és 1967 között történt meg, leletei korszakalkotó fontosságúak.
A 14. század elején a területen két Árpád nevű falu létezett egymás mellett és mindkettőnek külön temploma volt. A török hódoltság végén már csak a mai Nagyárpádot jegyezték fel az adóösszeírásokban, a hódoltság végére azonban ez is elnéptelenedett. 1724 előtt kezdett ismét benépesedni délszlávokkal. Rövidesen németek is megtelepedtek itt, a délszlávok pedig elköltöztek.
A 21. század elején családi házas városrész.

## Nevének eredete
A mai helységnévben lévő Árpád szóra a honfoglaló magyarok fejedelmére emlékeztet. A név Nagy- előtagja pedig úgy alakult ki, hogy mikor 1898-ban egységesítették a településneveket, akkor találtak még egy Árpád nevű falut Bihar megyében. Ezért a falu elöljárói Nagyárpádnak nevezték el a települést. Györffy szerint a magyar vezérek Pannonia elfoglalása után, 900-ban telepedtek meg véglegesen egy-egy folyó partvonalánál. Árpád vezér téli szállását Pécs mellett választotta ki, míg nyári szálláshelye, mint arról Anonymus is tudat (tudósít) a Csepel-szigeten feküdt. Természetesen Árpád unokaöccsének, Szabolcsnak (a későbbi fejedelemnek) ugyancsak Pécs közelében, a mai Mecsekszabolcs területén jutott téli szálláshely. Nyilvánvalónak tűnik, hogy a Pécs melletti Megyert ugyancsak Árpád szálláshelyének tartjuk.

## Tömegközlekedése
- 41: Reménypuszta → Nagyárpád → Főpályaudvar
- 41Y: Főpályaudvar – Nagyárpád – Reménypuszta
- 42: Főpályaudvar – Nagyárpád
- 42Y: Főpályaudvar – Nagyárpád
- 43: Főpályaudvar – Nagyárpád – Reménypuszta
- 142: Nagyárpád – Fagyöngy utca